# Regierung Milan Hodža II
Die Regierung Milan Hodža II war die sechzehnte Regierung der Tschechoslowakei in der Zeit zwischen den Weltkriegen. Sie war vom 18. Dezember 1935 bis zum 21. Juli 1937 im Amt.

## Kabinettsmitglieder
| Ressort                                                       | Name                        | Amtszeit                             |
| ------------------------------------------------------------- | --------------------------- | ------------------------------------ |
| Ministerpräsident                                             | Milan Hodža                 | 18. Dezember 1935 – 21. Juli 1937    |
| Außenminister                                                 | Edvard Beneš                | 18. Dezember 1935 – 29. Februar 1936 |
| Außenminister                                                 | Kamil Krofta                | 0029. Februar 1936 – 21. Juli 1937   |
| Innenminister                                                 | Josef Černý                 | 18. Dezember 1935 – 21. Juli 1937    |
| Finanzminister                                                | Karel Trapl                 | 18. Dezember 1935 – 17. März 1936    |
| Finanzminister                                                | Emil Franke (kommissarisch) | 000017. März 1936 – 28. März 1936    |
| Finanzminister                                                | Josef Kalfus                | 000028. März 1936 – 21. Juli 1937    |
| Minister für Bildung und Kultur                               | Jan Krčmář                  | 18. Dezember 1935 – 23. Januar 1936  |
| Minister für Bildung und Kultur                               | Emil Franke (kommissarisch) | 00023. Januar 1936 – 21. Juli 1937   |
| Verteidigungsminister                                         | František Machník           | 18. Dezember 1935 – 21. Juli 1937    |
| Justizminister                                                | Ivan Dérer                  | 18. Dezember 1935 – 21. Juli 1937    |
| Minister für Industrie, Handel und Gewerbe                    | Josef Václav Najman         | 18. Dezember 1935 – 21. Juli 1937    |
| Minister für die Eisenbahnen                                  | Rudolf Bechyně              | 18. Dezember 1935 – 21. Juli 1937    |
| Minister für öffentliche Arbeiten                             | Jan Dostálek                | 18. Dezember 1935 – 21. Juli 1937    |
| Landwirtschaftsminister                                       | Josef Zadina                | 18. Dezember 1935 – 21. Juli 1937    |
| Sozialminister                                                | Jaromír Nečas               | 18. Dezember 1935 – 21. Juli 1937    |
| Minister für Gesundheit und Sport                             | Ludwig Czech                | 18. Dezember 1935 – 21. Juli 1937    |
| Minister für Post und Telegraphie                             | Emil Franke                 | 18. Dezember 1935 – 23. Januar 1936  |
| Minister für Post und Telegraphie                             | Alois Tučný                 | 00023. Januar 1936 – 21. Juli 1937   |
| Minister für die Unifizierung von Gesetzgebung und Verwaltung | Jan Šrámek                  | 18. Dezember 1935 – 21. Juli 1937    |
| Minister ohne Portfolio                                       | Franz Spina                 | 18. Dezember 1935 – 21. Juli 1937    |